# Steve Womack
Stephen Allen "Steve" Womack [ˈwoʊˌmæk], född 18 februari 1957 i Russellville i Arkansas, är en amerikansk republikansk politiker. Han är ledamot av USA:s representanthus sedan 2011.
Womack gick i pension från Arkansas Army National Guard 2009 som överste med mer än trettio års tjänst. Hans utplacering till Sinai, Egypten 2002 markerade första gången en nationalgardenhet utförde uppdraget för den multinationella styrkan och observatörerna.
Womack utexaminerades 1979 från Arkansas Tech University. I republikanernas primärval inför mellanårsvalet i USA 2010 besegrade han Cecile Bledsoe med knapp marginal. I kongressvalet i november 2010 vann han sedan överlägset mot demokraten David Whitaker.
Han är gift med Terri och har tre barn.